# Life is Like a Boat
「Life is Like a Boat」（ライフ・イズ・ライク・ア・ボート）は、日本のシンガーソングライター、Rie fuの楽曲で、2枚目のシングルである。2004年9月23日に発売された。

## 概要
前作「Rie who!?」から半年ぶりとなるシングルであり、表題曲は、テレビ東京系アニメ『BLEACH』初代（第1話 - 第13話）エンディングテーマ、 FM鹿児島『Move On!〜aiRhythm〜』2004年9月度エンディングテーマである。初回生産盤は『BLEACH』オリジナルワイドキャップステッカー仕様となっている。

## 収録曲
- 全作詞・作曲：Rie fu　全編曲：SNORKEL

1. Life is Like a Boat
  - 曲名は、高校の礼拝の時間に牧師から聞いた「人生はボートを漕ぐようである」という話に由来しており、2003年の夏の留学前に書かれた[2]。
2. Voice
  - こちらも2003年の夏の留学前に書いた楽曲[2]。

## 収録アルバム
オリジナル
- 『Rie fu』 (#1,2)
  - #2はアルバムバージョンで収録。